# Marc-Antoine Descamps
Jean-Baptiste-Marc-Antoine Descamps, dit Descamps fils, né à Rouen le 20 juin 1742 et mort à Rouen le 31 janvier 1836, est un peintre français.

## Biographie
Fils du peintre et fondateur de la célèbre école de dessin de Rouen, Jean-Baptiste Descamps, Descamps fils doit sa première formation à son père. Le Mercure de France rapporte que le 1er aout 1759, il remporta le « premier prix d’après la bosse », couronné en séance publique de l’Académie de Rouen et, de nouveau, le 3 août 1763, le « premier prix de dessin d’après nature ». 
De février 1773 à septembre 1776, Descamps put parfaire son éducation artistique à Rome. Il est probable qu’il n’était pas encore allé à Paris et qu’il ne dut qu’à la protection de son père d’être alors logé à l’Académie de France car n’ayant jamais été admis à concourir pour le grand prix, il ne bénéficiait ni de la pension versée par le roi, ni de tous les avantages consentis aux pensionnaires. Durant son séjour à Rome, il fut élu membre de l’Académie de Rouen. Il fit, vers janvier 1775, le portrait du pape Pie VI, à l’intention de l’archevêque Dominique de La Rochefoucauld, œuvre qui orna le panneau de la cheminée du palais archiépiscopal de la ville avant d’entrer au musée des beaux-arts de Rouen.
En 1778, il devient membre de l’Académie d'Arcadie sous le nom de pasteur arcadien Tigréno Palladriano. La même année, il épouse la fille du directeur de la manufacture d’indienne de Rome, David Du Voisin. Revenu à Rouen à une date inconnue, son père obtient pour lui, de l’Académie, la survivance de sa charge, le 18 septembre 1789. Le 6 décembre suivant, il est nommé adjoint de son père. Le 4 janvier 1792, résidant no 1 de la rue de la Croix-Verte, il est nommé provisoirement professeur de l’école de dessin par le conseil général du département et prête serment en cette qualité. Il s’agit en réalité d’une lente destitution car, depuis le mois de décembre 1790, son école de dessin n’était qu’une tolérance à côté de l’école départementale tout juste créée, où Le Carpentier était professeur de dessin. À la mort de Descamps père en juillet 1791, les scellés y seront apposés et le nouveau directeur devra se replier dans l’église Saint-Louis de la Rougemare. Le 12 mai 1793, il demandera en vain au conseil général de la commune le certificat de civisme lui permettant de continuer à exercer ses fonctions. Le décret du 8 août 1793 supprimant les Académies, mit son enseignement hors la loi. Lui-même fut destitué le 31 août 1793, puis incarcéré, et son école réunie à l’école centrale où Le Carpentier avait auparavant été confirmé comme professeur.
En 1806, les temps avaient changé et Descamps devint le premier conservateur du Musée de Rouen avant d’en être nommé conservateur honoraire, en 1832, après délibération du conseil municipal. Le Carpentier joua un rôle actif dans l’inventaire et l’élaboration des collections, mais c’est Descamps qui ouvrit les galeries du musée et en publia le premier catalogue. C’est lui aussi qui céda à la ville une bonne part de sa collection, enrichissant le musée d’un fonds assez considérable de peintres flamands et hollandais. On y trouve son portrait peint par Court, son élève le plus célèbre qui, portraiturant son maitre sans indulgence, a traduit son caractère intrigant. Quelques écrits, comme sa notice biographique sur Descamps ainé, lui donnent également une place parmi les historiens d’art.